# Bory (powiat bialski)
Bory – dawna, krótkotrwała gmina jednostkowa  w powiecie bialskim, w województwie krakowskim. Utworzona około 1922 roku z gmin Bór Wilkowski (188 mieszkańców w 1921 roku) i Bór Łodygowski (148 mieszkańców w 1921 roku). Zniesiona 23 grudnia 1924 i włączona do gminy jednostkowej Meszna